# Dániel Varró
Dans le nom hongrois Varró Dániel, le nom de famille précède le prénom, mais cet article utilise l’ordre habituel en français Dániel Varró, où le prénom précède le nom.
Dániel Varró, né le 11 septembre 1977 à Budapest, est un poète et traducteur hongrois.